# Брад
Брад (рум. Brad, мађ. Brád) град је у Румунији, у средишњем делу земље, у историјској покрајини Кришана. Брад је град у оквиру округа Хунедоара.
Брад је према последњем попису из 2002. године имала 13.895 становника.

## Географија
Град Брад налази се у југоисточном делу историјске покрајине Кришане, близу историјске границе са Трансилванијом. Од најближег већег града, Темишвара, град је удаљен 180 км источно.
Брад се образовао на надморској висини од приближно 270 метара, у долини реке Кереш, као највиши град на датој реци. Око града се издиже горје Бихор.

## Становништво
У односу на попис из 2002., број становника на попису из 2011. се смањио.
| 1966.  | 1977.  | 1992.  | 2002.  | 2011.  |
| ------ | ------ | ------ | ------ | ------ |
| 15.532 | 17.077 | 18.861 | 18.075 | 14.495 |

Матични Румуни чине већину градског становништва Брада (око 96,7%), а од мањина присутни су Мађари (1,8%) и Роми (1,0%). Мађари и Немци (тј. Саси) су до средине 20. века чинили много значајнији део становништва града.

## Галерија
- Главна улица Брада
- Римокатоличка црква
- Река Кереш у Браду
- Градска железничка станица